# Actinote segesta
Actinote segesta är en fjärilsart som beskrevs av Gustav Weymer 1890. Actinote segesta ingår i släktet Actinote och familjen praktfjärilar. Inga underarter finns listade i Catalogue of Life.